# Cristian Mungiu
Cristian Mungiu (n. 27 aprilie 1968, Iași) este un regizor, producător și scenarist de film român contemporan.

## Biografie
S-a născut în orașul Iași în familia medicului Ostin Mungiu, profesor universitar la UMF Iași, și Mariei Mungiu, profesoară de limba și literatura română. Sora lui, Alina Mungiu-Pippidi, medic psihiatru de profesie, a devenit cunoscută ca politolog, activist civic și analist politic. Cristian Mungiu a studiat limba și literatura engleză și americană și a lucrat o perioadă ca profesor, precum și ca ziarist și moderator la radio și la televiziune. 
În anul 1998 a absolvit cursurile Academiei de Teatru și Film din București, contribuind apoi în calitate de regizor secund la filme cunoscute precum Le Capitaine Conan (1996, regia Bertrand Tavernier) și Train de Vie (1998, regia Radu Mihăileanu).
A regizat câteva scurtmetraje, pentru care a primit mai multe premii, printre care și cel pentru cel mai bun regizor, la Festivalul Dakino, în anul 2000, pentru Zapping. Lungmetrajul Occident (2002) a fost prezentat în cadrul secțiunii Quinzaine des Réalisateurs la Festivalul de la Cannes, obținând Marele Premiu la Festivalul Internațional de Film Transilvania. 
Filmul 4 luni, 3 săptămâni și 2 zile (2007) l-a făcut celebru pe regizorul Cristian Mungiu, prin selectarea sa de către juriul Festivalului de Film de la Cannes. După ce a primit Premiul acordat de către Federația Internațională a Presei Cinematografice și premiul acordat de administrația educației naționale din Franța, regizorul Cristian Mungiu a câștigat la 27 mai 2007 Marele Premiu al Festivalului Internațional de Film de la Cannes – Palme d'Or.  Filmul a fost nominalizat și la premiile „Globul de Aur”.
La data de 28 mai 2007, președintele României, Traian Băsescu, i-a conferit printr-un decret Ordinul Național „Steaua României” în grad de Cavaler regizorului Cristian Mungiu, „pentru contribuția sa, prin care s-a evidențiat ca exponent al tinerei generații de regizori români, la promovarea la nivel mondial a cinematografiei naționale”. 
Următorul proiect a fost filmul Amintiri din epoca de aur, care constă din 6 scurtmetraje produse de Mungiu și regizate de el și de alți regizori tineri, printre care Hanno Hoefer.
În 2013, Cristian Mungiu a făcut parte din juriul competiției oficiale a celei de-a 66-a ediții a Festivalului de Film de la Cannes prezidat în acel an de regizorul și producătorul Steven Spielberg.

## Premii și distincții
- Premiul pentru cel mai bun regizor la Festivalul Dakino (2000), pentru scurtmetrajul Zapping
- Marele Premiu la Festivalul Internațional de Film Transilvania (2002), pentru filmul Occident
- Premiul acordat de către Federația Internațională a Presei Cinematografice la Festivalul de Film de la Cannes (2007) pentru filmul 4 luni, 3 săptămâni și 2 zile
- Premiul acordat de administrația educației naționale din Franța la Festivalul de Film de la Cannes (2007) pentru filmul 4 luni, 3 săptămâni și 2 zile
- Marele Premiu "Palme d'Or" la Festivalul de Film de la Cannes (2007) pentru filmul 4 luni, 3 săptămâni și 2 zile
- "Cel mai bun regizor european" pentru filmul 4 luni, 3 săptămâni și 2 zile, premiu oferit de Academia Europeană de Film, 2007
- Premiul pentru cel mai bun scenariu la Festivalul de Film de la Cannes (2012) pentru filmul După dealuri[6]
- Premiul pentru regie la Festivalul de Film de la Cannes (2016) pentru filmul Bacalaureat. [7] [8]

La 19 octombrie 2017, Cristian Mungiu a fost distins cu Legiunea de onoare în grad de cavaler, decorația fiindu-i înmânată de ambasadoarea Franței la București, Michele Ramis.

## Filmografie

### Regizor
- 1998 - Mariana (scurtmetraj)

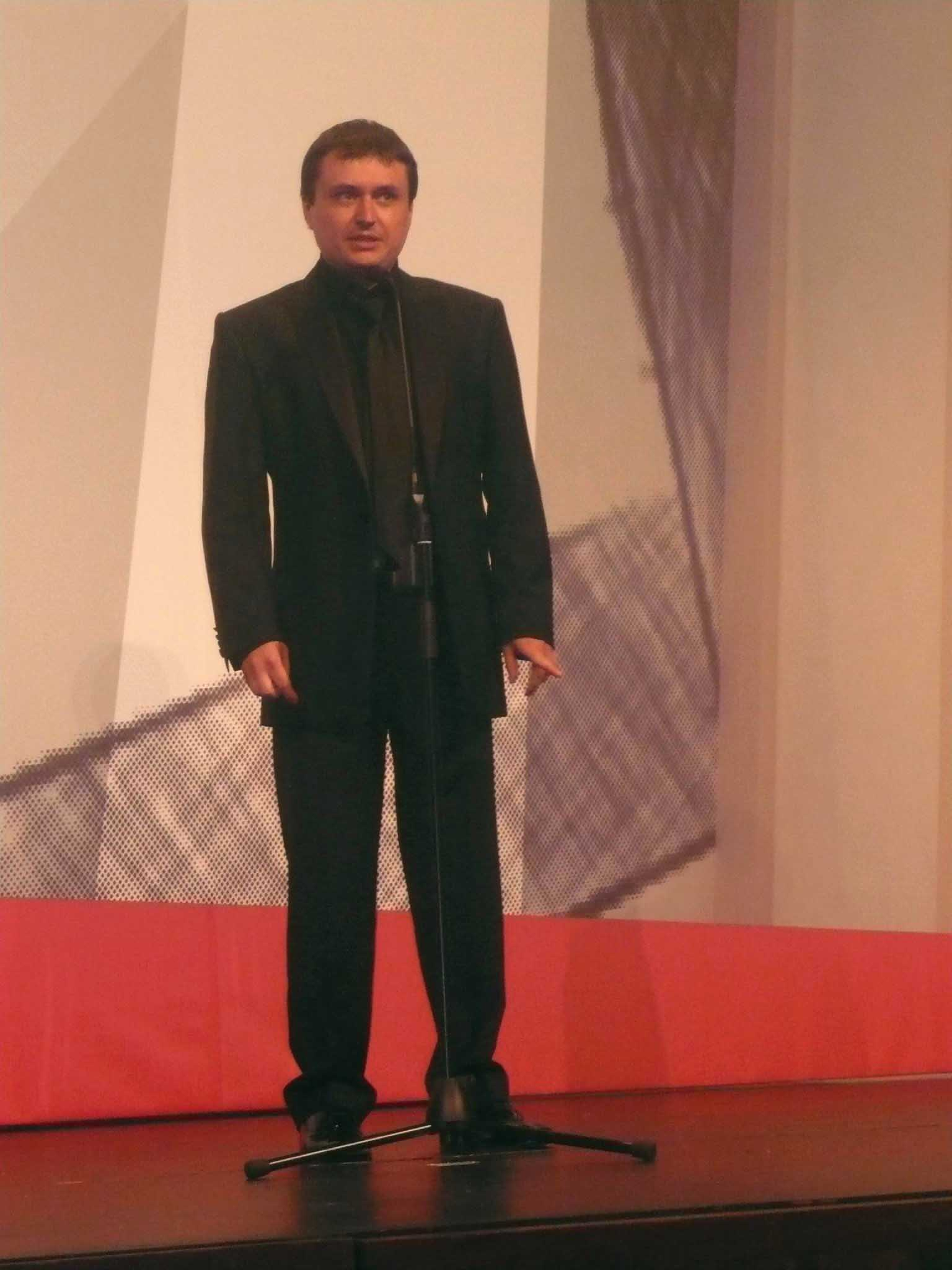
Cristian Mungiu în 2007 la Festivalul Internațional de film de la San Sebastián.

- 1999 - Mîna lui Paulișta (scurtmetraj)
- 1999 - Nici o întâmplare (scurtmetraj)
- 2000 - Zapping (scurtmetraj)
- 2000 - Corul Pompierilor (scurtmetraj)
- 2002 - Occident (lungmetraj)
- 2005 - Obiecte pierdute (segmentul Legenda curcanului zburător)
- 2007 - 4 luni, 3 săptămâni și 2 zile (lungmetraj)
- 2009 - Amintiri din Epoca de Aur 2: Dragoste în timpul liber
- 2012 - După dealuri (lungmetraj)
- 2016 - Bacalaureat (film) [10] [11]
- 2022 - R.M.N. (film)

### Scenarist
- 1998 - Mariana (scurtmetraj)
- 2000 - Zapping (scurtmetraj)
- 2002 - Occident (lungmetraj)
- 2005 - Canton
- 2005 - Obiecte pierdute (segmentul Legenda curcanului zburător)
- 2007 - 4 luni, 3 săptămâni și 2 zile (lungmetraj)
- 2009 - Amintiri din Epoca de Aur 1: Tovarăși, frumoasă e viața!
- 2009 - Amintiri din Epoca de Aur 2: Dragoste în timpul liber

### Producător
- 2005 - Apartament 19
- 2006 - Offset (lungmetraj)
- 2009 - Amintiri din Epoca de Aur 1: Tovarăși, frumoasă e viața! - împreună cu Oleg Mutu
- 2009 - Amintiri din Epoca de Aur 2: Dragoste în timpul liber - împreună cu Oleg Mutu

### Interviuri
- „Imi plac filme, si nu regizori sau curente“. Interviu cu Cristian MUNGIU, Svetlana Cârstean, Observator cultural - numărul 132, septembrie 2002
- „Am chef sa-mi povestesc biografia“. Interviu cu Cristian MUNGIU, Mihai Mironica, Observator cultural - numărul 246, noiembrie 2004
- Cristian Mungiu - Dulcea oboseala a succesului Arhivat în 17 aprilie 2015, la Wayback Machine., 7 februarie 2008, Rodica Nicolae, Cariere Online
- Iași: Cristian Mungiu: „Încerc să fac ceva care să miște spectatorul“, 26 septembrie 2009, Alina Stan, Ramona Ursu, Alina Busuioc, Adevărul
- Cristian Mungiu depre propunerea la Oscar: Realist vorbind, sansele noastre sunt destul de mici Arhivat în 17 aprilie 2015, la Wayback Machine., 6 septembrie 2012, Mediafax, Revista Tango
- Cristian Mungiu: La genul de filme pe care le fac, nu am asteptari prea mari la Oscar Arhivat în 17 aprilie 2015, la Wayback Machine., 8 decembrie 2012, Mediafax, Revista Tango

### Emisiuni TV
- Cristian Mungiu la emisiunea Marius Tucă Show, 31 mai 2007, Antena 1